# Херцфельд, Виктор фон
Виктор Херцфельд (нем. Victor von Herzfeld; 8 октября 1856, Прессбург — 20 февраля 1919, Будапешт) — венгерский скрипач, композитор и дирижёр.
Учился у Давида Ридли-Коне, затем поступил на факультет права в Венский университет и одновременно в Венскую консерваторию, где учился у Йозефа Хельмесбергера (старшего). В 1881 году окончил консерваторию с отличием, в дальнейшем также совершенствовал композиторское мастерство в Берлине под руководством Эдуарда Греля. В 1884 году венским Обществом друзей музыки был удостоен Бетховенской премии в области композиции; тремя годами раньше получил почётный отзыв от жюри этой же премии, в которое входили Иоганнес Брамс, Карл Гольдмарк и другие крупные музыканты.
В 1881—1882 годах дирижёр в Линцской, в 1882—1883 годах в Лейпцигской опере. С 1886 года снова в Будапеште, играл вторую скрипку в струнном квартете Енё Хубаи. С 1888 года преподавал в Будапештской консерватории, среди его учеников, в частности, Енё Сенкар, Ласло Лайта, Миклош Раднаи, Эмиль Тельманьи.
Среди произведений Херцфельда — «Весенняя идиллия» (нем. Frühlingsidyll; 1897), Серенада для струнного оркестра (венг. Szerenád vonószenekarra; 1900), «Сказочные картины» (нем. Märchenbilder; 1904) и др., а также книга «О фуге» (1913).